# 1995年太平洋颶風季
1995年太平洋飓风季是继1979年以来活跃程度最低的大平洋飓风季。全季一共形成了11个热带气旋，其中有4个对陆地产生影响。所有风暴中最知名的当属飓风伊斯梅尔，夺走了墨西哥至少116人的生命，其名称也因此予以退役，永远都不会再用来给太平洋风暴命名。本季最强烈的风暴是飓风朱丽叶，其最大持续风速达到每小时240公里，但没有对陆地构成显著影响。
本季于1995年5月15日从东太平洋（西经140°以东的太平洋）、1995年6月1日从中太平洋（国际日期变更线到西经140°的太平洋）正式开始，同年11月30日结束，传统上这样的日期界定了一年中绝大多数热带气旋在国际日期变更线以东太平洋形成的时间段。全季形成的11个热带气旋中有10个成为热带风暴，7场达到飓风强度，3场成为大型飓风。热带风暴的数量远低于16场的平均水平，飓风数和大型飓风数则略低于平均水平。

## 季节总结

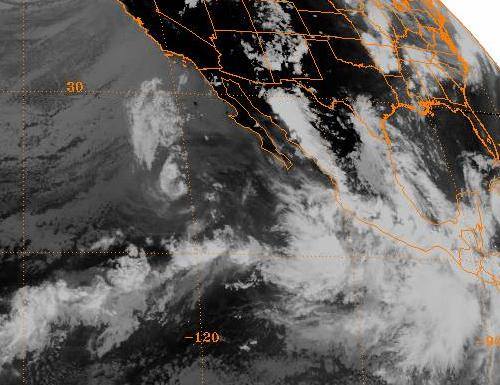
8月7日，热带低气压埃里克（左）和热带风暴弗洛西同时存在。

1995年太平洋飓风季的活跃程度低于平均水平，之前几年里太平洋飓风季的活跃程度都保持着高于正常水平的趋势，到了这季终于告一段落。共有4个热带气旋影响到墨西哥：首先是飓风弗洛西在距下加利福尼亚州仅120公里的海域经过，产生中等强度风力并造成7人丧生。之后，热带风暴吉尔给墨西哥南部带去暴雨，但没有造成破坏。飓风亨丽埃特以风力时速160公里强度从下加利福尼亚半岛最南端的卡波圣卢卡斯（Cabo San Lucas）附近登陆，造成中等程度破坏，但没有出现人员遇难。伊斯梅尔以飓风强度的最低标准吹袭锡那罗亚州。近海的渔夫被飓风杀了个措手不及，有57人死亡。陆地上有数以千计的房屋被毁，造成59人丧生，3万人无家可归。此外，飓风弗洛西和伊斯梅尔都对美国西南部构成了局部破坏并产生降水。
中太平洋的热带天气活跃程度同样低于平均水平，全季都没有热带风暴形成，这也是4年来的第一次。东太平洋形成的飓风芭芭拉是仅有的一个曾在中太平洋盆地出现的热带气旋，但进入这一海域后已是场仍在继续减弱的热带风暴，并且很快就已消散，自始至终都没有对陆地构成影响。这是继没有任何风暴形成，也没有任何风暴进入这片海域的1979年以来中太平洋飓风季最不活跃的一年。

## 风暴
1995年东太平洋一共发展出11个热带气旋，其中只有1个热带低气压没能达到热带风暴强度标准。

### 第一号热带低气压
5月中旬，一股向西移动的东风波进入太平洋，于5月19日到达特万特佩克湾以南不远处洋面，其中的对流已经变得更加集中，组织结构得到改善。深层对流围绕着下层环流集中，并带有不断扩张的外流，系统于5月21日在墨西哥曼萨尼约以南约645公里海域发展成第一号热带低气压。气象部门起初预计低气压会因北面的高气压向西行进，并增强成风力时速90公里的热带风暴。随着风暴朝水温较高，上层环境有利的水域前进，其中的外流有所增加，有两份卫星分级报告表明系统已在形成9小时后达到热带风暴标准。但是低气压实际上并没能在有利的外界条件下得到进一步发展，其对流持续减少，组织结构不断恶化，于5月23日消散。

系统还在发展过程中时，墨西哥南部沿扰动天气的北部边缘普降中到大雨，格雷罗州部分地区降雨量达到最高的132毫米。

### 飓风阿道夫
6月中旬，墨西哥西南海岸近海有东风波协同一片扰动天气区存在。其深层对流的东北方向有环流持续存在，并发展出带状特征，系统于6月15日成为第二号热带低气压。在弱转向气流的影响下，低气压缓慢北上，中心附近有深层对流不断组织，于6月16日升级成热带风暴并获名“阿道夫”（Adolph）。由于位于海面温度较高的水域，风暴呈现出层次分明的外流模式，于6月17日爆发性增强到飓风标准，发展出一个带状风眼。阿道夫转向西北并于当天晚些时候成为1995年太平洋飓风季的首场大型飓风。其风眼尺寸较小并且还在继续收缩，周围有非常深层的对流环绕，飓风于6月18日达到最大持续风速每小时215公里的最高强度，成为萨菲尔-辛普森飓风等级下的四级飓风。此后不久，风暴因上层环境变得不利而开始减弱，系统行经水域的温度也逐渐降低。6月19日，气旋转向西进，于当天晚些时候降级成热带风暴，再在6月20日减弱成热带低气压。6月21日，系统中心已经没有深层对流环绕，低气压开始消散。
随着阿道夫向北逼近墨西哥并到达距该国海岸线约465公里洋面，墨西哥政府向部分地区发布了热带风暴警告和飓风观察预警。之后风暴转向西北，再又转向朝西，再对陆地构成威胁的可能性很小，政府因此中止了警告。各地没有出现因这场气旋造成破坏或人员伤亡的报道。

### 飓风芭芭拉
6月24日，一股弱东风波离开非洲海岸稳步向西穿越大西洋，于7月5日进入东太平洋，其间没有出现任何发展。进入太平洋后，对流沿东风波轴心发展出来，系统逐渐组织，并在行经一片水温较高的海域后发展出环流，系统于7月7日在曼萨尼约以南约965公里海域发展成第三号热带低气压。低气压形成后的几个小时里，其外围雨带略有升温，中心附近的对流因存在有利于其发展的上层外流影响而得以进一步深化，低气压也在7月8日清晨增强成热带风暴芭芭拉。风暴继续逐步强化，于当晚发展出不规则的风眼。7月9日，芭芭拉在下加利福尼亚州最南端以南约1130公里洋面升级成飓风。
芭芭拉接下来进入一片风切变较少，水温较高的海域，由此迅速增强，于7月10日成为大型飓风。风眼的组织结构持续改善，气旋于7月10日晚达到风力时速215公里强度。在这一强度保持了24小时后，一片对流层上层低压槽令风切变增多，使得飓风的最深层对流出现退化，卫星图像显示风眼也变得模糊。风速降至每小时185公里后，芭芭拉又将这一强度保持了30小时，然后进入水温较高，并且上层环境有利的海域。7月13日，飓风重新发展出层次分明的风眼，并于当天晚些时候达到风速每小时225公里的最高强度。由于北面副热带高压脊的影响，气旋继续西进，从7月14日开始因行经洋面水温较低逐渐减弱。7月16日，飓风降级成热带风暴，并在一天后退化成热带低气压。低气压继续向西北偏西方向移动，其中心附近几乎没有对流存在，最终于7月18日在夏威夷州希洛东南偏东方向约1160公里洋面逐渐消散。芭芭拉存在期间一直远离陆地，没有造成任何破坏和人员伤亡。

### 飓风科斯米
7月11日，一股扰动天气离开中美洲海岸，这时芭芭拉也正逐渐远离陆地。扰动向西移动并缓慢组织，于7月15日发展出下层环流。对流发展成弧形雨带，经德沃夏克分析法推算，系统风速已达到每小时55公里，美国国家飓风中心因此估计气旋于7月17日在下加利福尼亚州最南端的东南偏南方向约645公里洋面发展成了第四号热带低气压。由于低气压所处海域水温较高，并且有中等强度的上层外流，因此气象部门预测系统会缓慢增强成风力时速80公里的热带风暴。低气压起初的发展与这一预测相符，在30小时后成为热带风暴并获命名为“科斯米”（Cosme），接下来的预测中认为，由于风切变增多、水温降低，科斯米只能得到小幅强化。
7月18日，科斯米的组织结构得到大幅改善，卫星图像上可以看到清晰的带状特征。风暴继续稳步增强并很快发展出风眼，于7月19日在下加利福尼亚州最南端的西南偏西方向约615公里洋面升级成飓风。在飓风强度保持了18小时后，科斯米于7月20日减弱成热带风暴。由于海面温度降低，中心附近对流出现恶化，导致风暴于7月21日迅速降级成热带低气压。接下来气旋转向西南偏西，于7月22日消散。风暴始终没有对陆地构成影响，也没有造成任何破坏和人员伤亡。不过，风暴的强度仍存在不确定性，7月18日晚，位于科斯米以东约110公里海域的一艘船只记录下的风速仅有每小时27公里，但通常情况下，风力时速80公里的热带风暴应该能够保持其中心向外至少110公里半径范围内的风速都达到热带风暴强度。

### 热带风暴达利拉
7月11日，一股东风波离开非洲海岸向西移动，并且很快沿其轴线发展出两片对流区。其中一片向西北方向移动，之后一度发展到接近热带低气压强度，但最终还是没能得到进一步强化而消散。另一片继续西进，于7月21日进入东太平洋。到达特万特佩克湾以南数百英里外后，东风波轴线附近的雷暴活动变得更加集中，系统于7月24日在墨西哥曼萨尼约西南方向约800公里海域发展成第五号热带低气压。
受弱转向气流和东向风切变的影响，低气压向东北偏北方向飘移，对流移位到了环流中心以西远至110公里位置。接下来系统略有强化，于7月25日成为热带风暴达利拉。气旋转向西北，之后又转朝西北偏西，这一期间强度一直处于热带风暴的最低标准。7月28日，风切变出现减弱，达利拉因此得以增强。系统北面发展出一个强烈的反气旋，使达利拉加速向西北方向移动。7月28日晚，风暴在卡波圣卢卡斯西南方向约915公里洋面达到风力时速105公里的最高强度。接下来气旋因行经水域温度逐渐降低而减弱，于8月1日降级成热带低气压。大部分对流消退后，气旋转向西南，于8月2日消散。

### 热带风暴埃里克
7月17日，一股东风波离开非洲海岸向西行进，于7月18日发展出一片对流区，但对流次日就已消亡。7月23日途经向风群岛后，系统中的深层对流再次增加，但接下来除对流继续发展外，系统没能得到进一步组织。7月27日，系统进入东太平洋，其中的云层和雷暴在墨西哥南部近海得到巩固，到了7月31日，气象部门开始采用德沃夏克分析法对系统进行监控。8月1日，系统发展出环流，在南下加利福尼亚州最南端以南约835公里洋面发展成第六号热带低气压。
低气压起初规模很小，并带有中等强度的东向风切变。气旋缓慢发展，向西南方向前进了24小时后又转向西北。8月4日，中心上空对流已出现增长，低气压升级成热带风暴并获名“埃里克”（Erick）。埃里克在向西北偏西方向移动的过程中逐渐增强，于8月5日在卡波圣卢卡斯西南方向约1160公里海域达到风力时速105公里的最高强度。美国国家飓风中心预计风暴会继续增强到飓风标准，但这一情况实际上并没有发生。之前促使埃里克向西移动的中层高压脊出现减弱，风暴因此转向北上进入水温较低的洋面上空并因此快速弱化，于8月6日降级成热带低气压，之后埃里克调头向东，于8月8日在下加利福尼亚州最南端的西南偏西方向约1130公里海域消散。整场风暴自始至终都没有对陆地产生影响。

### 飓风弗洛西
8月上旬，东太平洋热带海域有一片带有大规模环流的低气压区持续存在。到8月17日，这片大规模环流已经得到良好发展，对流在阿卡普尔科西南方向数百英里外集中。美国国家飓风中心根据这些信息将其归类为第七号热带低气压。8月8日，气象部门根据船只报告将低气压升级成热带风暴弗洛西。气旋向西北方向前进，沿墨西哥海岸平行移动，风切变减少后，弗洛西的中心上空发展出非常深层的对流。8月10日，风暴达到飓风标准，并达到风力时速130公里的最高强度，其中心还呈现出嵌入式暖芯。在最高强度下保持了约18小时并从距南下加利福尼亚州121公里海域掠过后，弗洛西因水温降低而减弱，于8月12日弱化成热带风暴，最后在8月14日清晨消散。
墨西哥政府于风暴形成早期向部分地区发布了热带风暴警告，但之后不久就予中止。官员向拉巴斯以南的南下加利福尼亚州发布热带风暴观察预警，之后再升级成警告，并将其生效范围向东海岸延伸到洛雷托，向西海岸扩展到圣华尼科（San Juanico）。飓风弗洛西的大规模环流给墨西哥西海岸和下加利福尼亚半岛南部带去阵风，卡波圣卢卡斯记录下每小时90公里风速，圣何塞－德尔卡沃（San José del Cabo）记录的阵风时速达到105公里。风暴还产生暴雨，圣费利佩和洛斯卡沃斯的降雨量达到最高的247毫米。墨西哥共有7人因这场风暴丧生，其中卡波圣卢卡斯有两人淹死。风暴东部边缘有季风潮活动，给美国西南部带去暴雨，引发的洪灾导致一人遇难，11名司机被困。雷暴在亚利桑那州图森产生飓风强度阵风，导致大规模停电和破坏。整个亚利桑那州一共因这场风暴遭受了约500万美元（1995年美元，相当于2025年的1032萬美元）的损失，墨西哥所受到的影响缺乏统计数据。

### 热带风暴吉尔
8月中旬，特万特佩克湾内有一片可能与东风波关联的扰动天气区持续存在并逐渐发展，其深层对流中有环流发展出来，系统于8月19日在阿卡普尔科东南方向约185公里洋面组织成第七号热带低气压。不过在实际操作中，美国国家飓风中心一直到15小时后才开始针对该天气系统发布公告。低气压向西行进并迅速达到热带风暴强度，附近一艘船只确认有热带风暴强度的大风存在，到8月21日清晨，吉尔已达到风力时速80公里的最高强度。由于风暴拥有层次分明的外流和持续发展的对流，气象学家预计气旋会在成为热带风暴两天后进一步增强为飓风，但由于东北向风切变的增加，吉尔并未得到进一步强化。
8月22日，吉尔的云层格局变得更层次分明，不过下层环流由于受到风切变的影响而位于深层对流的东北方向。风切变还限制了外流向东发展，使气旋无法得到进一步增强。对流逐渐在距中心更近的区域发展出来。吉尔转向西北后，深层对流组织成中心密集云区，并在8月24日达到风力时速95公里强度。这天晚些时候，风暴在下加利福尼亚州最南端西南方向约610公里洋面达到最大持续风速105公里的最高强度。在最高强度保持了约30小时后，吉尔因进入水温逐渐降低的海域而减弱，于8月26日降级成热带低气压。低气压向西飘流，之后转向北上，于8月27日在卡波圣卢卡斯以西约1075公里洋面消散。吉尔在距墨西哥近海期间给该国沿海地区带去暴雨，但没有出现因这场风暴造成任何人员伤亡或损失的报道。

### 飓风亨丽埃特
8月15日，一股东风波离开非洲海岸向西行进，于8月29日进入东太平洋。系统迅速发展出深层对流和下层环流，于9月1日在距墨西哥西南海岸约270公里海域发展成第九号热带低气压。由于外界环境有利，低气压缓慢增强，于9月2日在曼萨尼约以西约350公里洋面达到热带风暴强度并获名“亨丽埃特”（Henriette）。气旋继续快速强化，于9月3日在哈利斯科州巴亚尔塔港西南偏西方向约235公里海域升级成飓风。9月3日晚，飓风转向西北，其深层对流的中心附近开始有风眼形成。次日，风眼变得更加清晰，亨丽埃特也在其北部风眼墙进入下加利尼亚州州南部上空时达到风力时速160公里的最高强度。飓风迅速穿越下加利尼亚州最南端并重新进入太平洋，接下来由于进入的海域水温渐低，其中的对流也逐渐消退，于9月6日降级成热带低气压。
9月2日，亨丽埃特降级成热带风暴仅数小时后，墨西哥政府向下加利福尼亚州发布了热带气旋警告。飓风的威胁也促使嘉年华邮轮公司的船只变更艘线。南下加利福尼亚州南部的风速达到每小时160公里，导致卡波圣卢卡斯大部分地区停水停电，有2000人直接受到这场飓风的影响。强烈的风暴潮在该州引发洪灾，并对道路构成严重破坏。800人被迫离开家园，还有出现农作物受损的报道。没有报道表明风暴导致人员伤亡，并且也没有造成损失数值的估计数字。

### 飓风伊斯梅尔
飓风伊斯梅尔于9月12日由一片持续存在的深层对流带发展而成，并在向西北偏北方向移动过程中稳步加强，于9月14日在距墨西哥海岸约340公里海域达到飓风强度。之后系统继续北上，从下加利福尼亚州以东近海掠过后在锡那罗亚州的托波洛班波（Topolobampo）附近以每小时130公里风速登陆。到达陆地上空后，飓风迅速削弱，于9月16日在墨西哥西北部上空消散。风暴残留进入美国境内，并向东一直延伸到了中大西洋各州。
伊斯梅尔在海上掀起9米高的狂浪，数百位渔民以为风暴行进速度会更慢，因此对飓风缺乏准备，导致52艘船只受到破坏，其中20艘沉没，共计57位渔民葬身大海。飓风摧毁了数以千计的房屋，导致3万人流离失所。墨西哥本土共有59人因这场飓风丧生，经济损失达到2600万美元（1995年美元，相当于2025年的5365萬美元）。伊斯梅尔的残留湿气延伸到了美国境内，新墨西哥州东南部降下暴雨，有局部地区受到中等程度破坏。

### 飓风朱丽叶
飓风朱丽叶是本季最后一场飓风，也是最强烈的一场，于9月16日由墨西哥西南部近海的一股东风波发展形成。系统起初向西北偏西方向移动，其规模比大部分热带气旋都要小，因此可以迅速增强，于9月18日达到飓风强度，一天后又成为大型飓风。9月20日，朱丽叶的最大持续风速达到每小时240公里，成为四级飓风。气旋随后表现出缓慢减弱的趋势并转向东北，短暂对下加利福尼亚半岛构成威胁。但是，强烈的风切变使得风暴开始减弱，朱丽叶于9月26日消散，没有对陆地构成显著影响。

## 气旋能量指数排名
| （104 kt2）——风暴名称 | （104 kt2）——风暴名称 | （104 kt2）——风暴名称 | （104 kt2）——风暴名称 | （104 kt2）——风暴名称 | （104 kt2）——风暴名称 |
| --------------------- | --------------------- | --------------------- | --------------------- | --------------------- | --------------------- |
| 1                     | 29.83                 | 芭芭拉                | 6                     | 5.20                  | 吉尔                  |
| 2                     | 26.53                 | 朱丽叶                | 7                     | 4.52                  | 达利拉                |
| 3                     | 10.68                 | 阿道夫                | 8                     | 3.65                  | 科斯米                |
| 4                     | 7.93                  | 亨丽埃特              | 9                     | 3.55                  | 伊斯梅尔              |
| 5                     | 6.39                  | 弗洛西                | 10                    | 1.92                  | 埃里克                |

右侧的表格中显示了本季各场风暴的气旋能量指数，1995年太平洋飓风季的累积气旋能量指数为100.2x104kt2。大致来说，气旋能量指数通过对飓风的强度和持续时间来计算，强度越高，持续时间越长的风暴，其指数也相应越高。只有在热带系统风速达到或超过每小时63公里（34节）或热带风暴强度时才会对这一指数进行计算，并纳入全面的气象公告中。由于本季的多场风暴持续时间较长，并且强度也比较高，因此全季活跃程度虽低，但气旋能量指数仍接近正常水平。1995年太平洋飓风季的累积气旋能量指数是1981年以后最低的，但由于之后连续多年都保持着活跃程度较低的趋势，这个数字只被4次太平洋飓风季超越。
飓风芭芭拉拥有全季最高的气旋能量指数，为29.83x104kt2。
数据来源：美国国家飓风中心热带气旋报告。

## 风暴名称
以下列表中显示了1995年用来给东北太平洋形成风暴命名的名称。所有没有退役的名称会在2001年太平洋飓风季再度使用，这份名称与1989年太平洋飓风季基本相同，仅有“达利拉”（Dalila）例外，1989年时使用的名称是“达利利亚”（Dalilia），但由于文档出错导致其中少了一个字母，所以达利拉这个名字是在1995年首次使用。列表中没有命名的名称将以灰色显示。
|  | - Kiko（未用） - Lorena（未用） - Manuel（未用） - Narda（未用） - Octave（未用） - Priscilla（未用） | - Raymond（未用） - Sonia（未用） - Tico（未用） - Velma（未用） - Wallis（未用） - Xina（未用） - York（未用） - Zelda（未用） |

以下列表中显示了1995年用来给中太平洋（指国际日期变更线到西经140°的太平洋）形成风暴命名的名称，但由于全年都没有热带气旋形成，因此这些名称一个都没有使用。
| - Oliwa（未用） | - Paka（未用） | - Upana（未用） | - Wene（未用） |

### 退役
由于飓风伊斯梅尔造成大量人员丧生和沉重的经济损失，世界气象组织于1996年春将其名称“伊斯梅尔”（Ismael）退役，更换成另一个以字母开头的西班牙语名称“以色列”（Israel），计划在2001年太平洋飓风季开始使用。由于这个名称与中东国家以色列完全相同，因此世界气象组织再度召开会议，将“以色列”用“伊沃”（Ivo）代替，这个新名称经过2001、2007和2013年太平洋飓风季后仍然没有退役，将在2019年再度启用。

## 解释说明
1. ↑  大型飓风指最大持续风速可以在萨菲尔-辛普森飓风等级中达到三级或以上的风暴[2]。
2. ↑  东风波指的是沿信风移动的低压槽[2]。
3. ↑  风暴潮指平均潮汐高度和风暴产生潮汐高度之间的差距[2]。